# Lagenosoma propinquum
Lagenosoma propinquum är en tvåvingeart som beskrevs av Brauer 1882. Lagenosoma propinquum ingår i släktet Lagenosoma och familjen vapenflugor. Inga underarter finns listade i Catalogue of Life.